# Macaduma pallicosta
Macaduma pallicosta är en fjärilsart som beskrevs av Rothschild 1912. Macaduma pallicosta ingår i släktet Macaduma och familjen björnspinnare. Inga underarter finns listade i Catalogue of Life.